# Saúde em Portugal

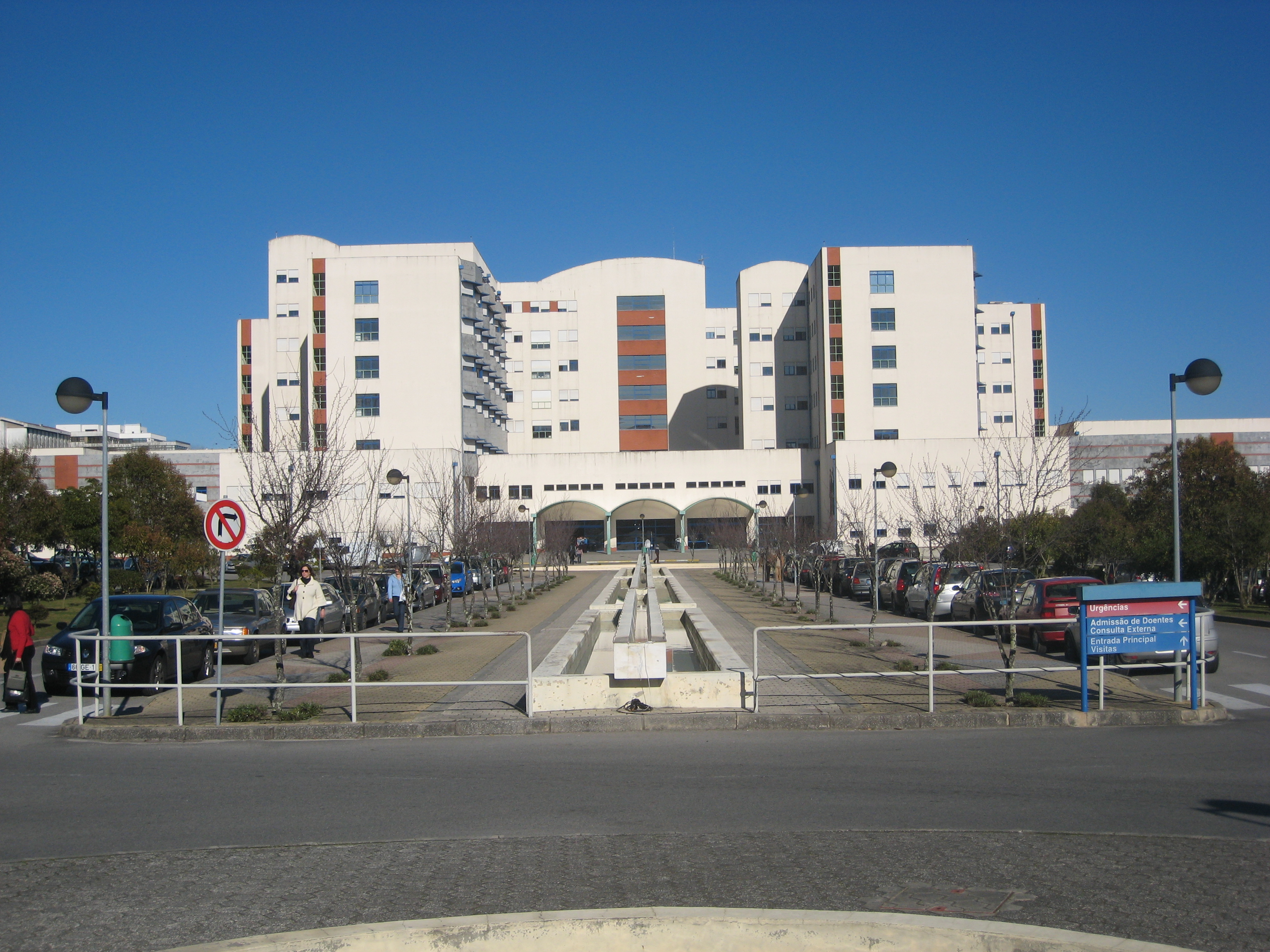
Hospital de São Teotónio, em Viseu

A Saúde em Portugal caracteriza-se pela existência de um sistema de cuidados de saúde de elevada qualidade (classificado como o 9.º melhor da Europa e 12.º melhor do Mundo), permitindo ao país atingir boas posições em diversos índices de saúde.
Em 2018 existiam em Portugal 230 hospitais, dos quais 111 eram hospitais públicos pertencentes ao Serviço Nacional de Saúde e 107 eram privados. No total estavam disponíveis 35 400 camas para internamento de doentes, das quais 68,1% em hospitais públicos e 31,9% em hospitais privados.

## Estatísticas
À semelhança dos outros países da Europa, em Portugal a maioria da população morre através de doenças não-transmissíveis. A mortalidade devido a doenças cardiovasculares (DCV) é maior do que na Zona Euro, mas as suas duas principais componentes, a doença cardíaca e a doença cerebrovascular, mostram as tendências em relação inversa com a Eur-A, com a doença cerebrovascular sendo a maior causa de morte em Portugal (17%). Doze por cento da população morre de cãncer com menos frequência do que na Eur-A, mas não é diminui a taxa de mortalidade tão rapidamente como na Eur-A. O cancro é mais frequente entre as crianças, bem como entre as mulheres mais jovens, com idade inferior a 44 anos. Embora o câncer do pulmão (lentamente aumentando entre as mulheres) e o câncer da mama (diminuindo rapidamente) não afectem tanto, o câncer do colo do útero e da próstata são mais frequentes. Portugal tem a mais alta taxa de mortalidade por diabetes na Eur-A, com um aumento acentuado desde os finais da década de 1980.
Em Portugal, a taxa de mortalidade infantil caiu acentuadamente desde a década de 1980, quando 24 em cada 1000 recém-nascidos morriam no primeiro ano de vida. Agora, é cerca de 3 mortes por cada 1000 recém-nascidos. Esta melhoria deveu-se principalmente à diminuição da mortalidade neonatal, de 15,5 para 3,4 por cada 1000 nascidos vivos.
As pessoas são geralmente bem informadas sobre o seu estado de saúde, os efeitos positivos e negativos dos seus comportamentos em relação à sua saúde e a sua utilização dos serviços de saúde. Mas as percepções sobre a saúde podem diferir do que é administrativo e na análise baseada em dados que mostram os níveis de doença nas populações. Assim, os resultados de inquéritos baseados em autorreferência a nível do agregado familiar complementar, outros dados sobre estado de saúde e à utilização dos serviços. Apenas um terço dos adultos classificaram a sua saúde como boa ou muito boa em Portugal. Isto é menor do que nos países da Eur-A que elaboraram estes relatórios e reflecte a situação relativamente adversa do país em termos de mortalidade e morbidade.
De acordo com o último Relatório de Desenvolvimento Humano, a média de vida em 2006 foi de 77,9 anos.

## Sistema de saúde
O sistema de saúde em Portugal é caracterizado por três sistemas coexistentes: o Serviço Nacional de Saúde (SNS), os regimes de seguro social de saúde especiais para determinadas profissões (subsistemas de saúde) e os seguros de saúde privados. O SNS oferece uma cobertura universal. Além disso, cerca de 25% da população é coberto por subsistemas de saúde, 10% em seguros privados e outros 7% em fundos mútuos. O Ministério da Saúde é responsável pelo desenvolvimento da política nacional de saúde, bem como pela gestão do SNS. A Entidade Reguladora da Saúde (ERS) é a entidade pública independente responsável pela regulação da atividade de todos os prestadores de saúde, sejam eles públicos, privados ou sociais.

### Serviço Nacional de Saúde

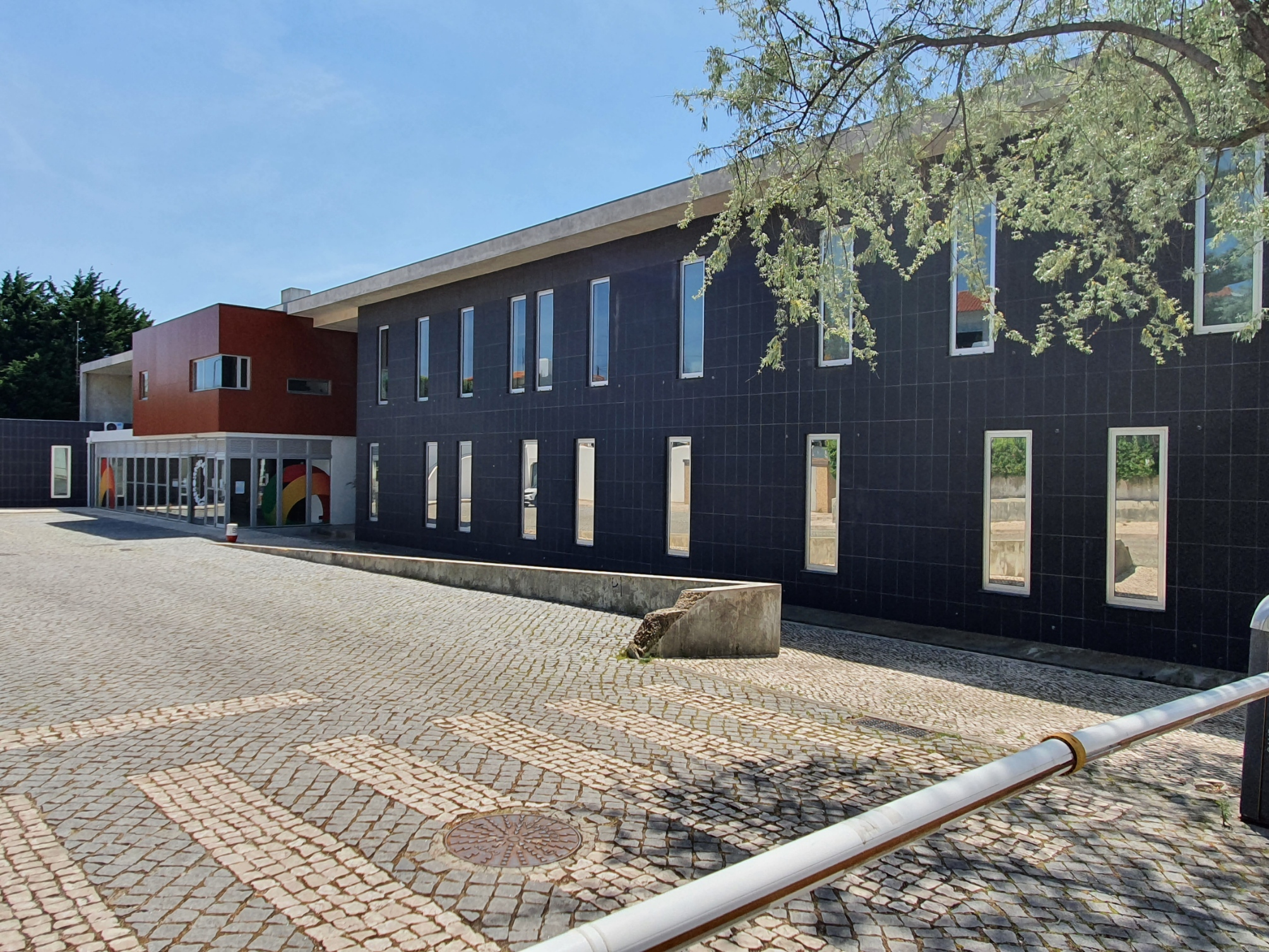
Centro de Saúde de Alcabideche

O Serviço Nacional de Saúde é o sistema pelo qual o Estado assegura o direito à proteção da saúde, nos temos previstos pela Constituição. Foi criado em 1979, através da Lei n.º 56/79, de 15 de setembro.
O SNS caracteriza-se por ser nacional, universal, geral e gratuito. É nacional uma vez que deve ter uma cobertura de âmbito nacional, apesar de na prática apenas cobrir Portugal continental. É universal, uma vez que todos os cidadãos Portugueses e todos os residentes apátridas e estrangeiros em condições de reciprocidade, têm acesso ao mesmo. É geral, uma vez que compreende toda a gama de cuidados de saúde primários e diferenciados, incluindo a vigilância e promoção da saúde, a prevenção da doença, o diagnóstico e tratamento de doentes e a reabilitação médica e social. É gratuito, uma vez que o sistema é financiado inteiramente pelo Estado através da tributação geral, sendo os cuidados de saúde tendencialmente gratuitos para os utentes. Apesar disso, são cobradas taxas moderadoras, que não se destinam tanto a financiar o sistema, mas sobretudo a limitar o acesso desnecessário a certos serviços (ex.: evitar que uma pessoa com um pequeno corte num dedo se dirija ao serviço de urgência médico-cirúrgica de um hospital em vez de dirigir ao serviço de urgência básica da sua área de residência.)
O sistema é administrado pela Administração Central do Sistema de Saúde (ACSS) e por cinco administrações regionais de saúde (ARS). A ACSS é responsável pela gestão central dos recursos financeiros, humanos, de equipamento e de instalações do SNS, bem como pelo estabelecimento de políticas, planos, regulamentos e normas de saúde. As ARS são responsáveis pela prestação de cuidados de saúde às populações de cada uma cinco das regiões de saúde (Norte, Centro, Lisboa e Vale do Tejo, Alentejo e Algarve), bem como pela execução regional do plano nacional de saúde. 
Para além de serem financiados pelo Estado, os cuidados de saúde prestados pelo SNS são maioritariamente assegurados por estabelecimentos públicos de saúde: Estes incluem:
- Agrupamentos de centros de saúde (ACES) - asseguram maioritariamente a prestação de cuidados de saúde primários às comunidades locais. Cada ACES congrega vários centros de saúde, cada qual cobrindo normalmente a área de um município. Cada centro de saúde pode ter uma ou mais extensões de saúde fora da sua sede. Os centros de saúde são também responsáveis por atender, com pessoal médico e de enfermagem, os postos médicos públicos locais, mantidos por algumas juntas de freguesia. Cada ACES inclui unidades especializadas de saúde familiar, de cuidados de saúde personalizados, de saúde comunitária e de saúde pública;
- Estabelecimentos hospitalares - prestam maioritariamente cuidados de saúde diferenciados. A maioria dos hospitais públicos integram agora centros hospitalares, os quais congregam e administram várias unidades hospitalares localizadas na mesma cidade ou região. Os hospitais não integrados e os centros hospitalares são classificados como grupo I (locais), II (regionais), III (centrais) ou IV (especializados);
- Unidades locais de saúde (ULS) - congregam todos os centros de saúde e hospitais localizados em determinada cidade ou região, num único estabelecimento integrado responsável pela prestação tanto de cuidados de saúde primários como de cuidados de saúde diferenciados.

O SNS também mantém convenções com entidades privadas para a prestação complementar de cuidados de saúde aos seus utentes.
O Ministério da Saúde mantém também a linha telefónica Serviço Nacional de Saúde 24 (SNS24), anteriormente conhecida como Linha Saúde 24. A SNS24 é um serviço de informação, disponível todos os dias, 24 horas por dia e acessível via telefone (número 808 24 24 24) ou via internet (endereço www.saude24.pt). Disponibiliza triagem, aconselhamento e encaminhamento em situação de doença, aconselhamento terapêutico, assistência em saúde pública e informação geral de saúde. Os utentes que recorrem a esta linha antes de se deslocarem aos serviços de urgência dos hospitais, têm prioridade aquando da chegada aos mesmos. Permitirá brevemente a marcação de consultas nos Centros de Saúde.

### Serviços regionais de saúde
Em contradição com o que está disposto na Constituição, na lei geral e até na sua própria designação, o SNS não é realmente um serviço de âmbito nacional, uma vez que apenas cobre Portugal continental. Nunca foi implementada a extensão do sistema às regiões autónomas prevista - com a devida adaptação às respetivas autonomias políticas e administrativas - pela Lei de criação do SNS. Ao invés disso, as regiões autónomas dos Açores e da Madeira procederam à criação de serviços regionais de saúde (SRS) separados do SNS, sob a gestão dos respetivos governos regionais.
O estatuto destes SRS e a sua relação com o SNS não estão contudo claramente definidos, uma vez que tanto o Estatuto do Serviço Nacional de Saúde como a Lei de Bases da Saúde são omissos em relação aos mesmos, limitando-se esta última a mencionar vagamente que a política de saúde nas regiões autónomas é definida e executada pelos respetivos órgãos de governo próprio.  Para além de ser causa de vários litígios entre órgãos do Ministério da Saúde e dos governos regionais, a questão da indefinição do estatuto dos SRS foi levantada judicialmente quando vários hospitais do SNS processaram o Governo Regional dos Açores para o forçar a pagar os custos de mais de 60 milhões de euros, pelos tratamentos prestados naqueles estabelecimentos a vários cidadãos com domicílio fiscal nos Açores. O Governo açoriano alegou que o SRS deveria ser considerado como uma regionalização do SNS e portanto os seus utentes deveriam beneficiar também do acesso universal e gratuito aos cuidados de saúde prestados por este em Portugal continental. Contudo, num acordão de maio de 2015, o Supremo Tribunal Administrativo considerou que o SRS dos Açores era autónomo em relação ao SNS, beneficiando de um financiamento próprio do Orçamento de Estado, devendo por isso ser considerado como um subsistema de saúde e sendo portanto obrigado a pagar ao SNS pelos cuidados prestados aos seus beneficiários, como o fazem os restantes subsistemas. 
O SRS dos Açores foi criado em 1980, através do Decreto Regional n.º 32/80/A de 11 de dezembro e funciona sob a tutela da Secretaria Regional da Saúde do Governo da Região Autónoma dos Açores. São órgãos do SRS as unidades de saúde de ilha (órgãos operativos), o Conselho Regional de Saúde (órgão consultivo), o Instituto de Gestão Financeira da Saúde (órgão de gestão financeira e de planeamento global das infraestruturas) e a Inspeção Regional de Saúde (órgão de auditoria técnica e de inspeção). Inclui nove unidades de saúde de ilha (USI), as quais agregam 14 centros de saúde, três hospitais e um centro de oncologia. Cada USI congrega todos os estabelecimentos públicos de saúde existentes na respetiva ilha. Existem dois tipos de USI. O primeiro tipo, agrupa tanto hospitais como centros de saúde, integrando a prestação de cuidados de saúde primários e diferenciados e assemelhando-se portanto às unidades locais de saúde do SNS. O segundo tipo congrega apenas centros de saúde, prestando apenas cuidados de saúde primários e assemelhando-se aos agrupamentos de centros de saúde do SNS.
O SRS da Madeira é tutelado pela Secretaria Regional da Saúde da Madeira. Inclui dois hospitais, dois centros especializados e 15 centros de saúde. Todos estes estabelecimentos estão congregados numa única entidade administrativa, o Serviço de Saúde da Região Autónoma da Madeira (SESARAM), EPE. O SESARAM assemelha-se a uma unidade local de saúde do SNS, integrando a prestação de cuidados de saúde primários e diferenciados.

### Subsistemas de saúde
Os subsistemas de saúde são os esquemas especiais - distintos do SNS - responsáveis pela prestação de cuidados de saúde aos membros de certas profissões ou organizações. A adesão aos mesmos é obrigatória para aqueles grupos de pessoas, sendo financiados quer pelos beneficiários quer pelos seus empregadores. Existem tanto subsistemas públicos como privados, sendo os primeiros responsáveis pelos cuidados de saúde aos empregados públicos e os segundos aos membros de organizações privadas.
O subsistema público de saúde mais importante é a ADSE, a qual cobre todos os funcionários públicos não cobertos por qualquer outro subsistema especial. A ADSE tem mais de 1,3 milhões de beneficiários, incluindo servidores de órgãos da administração pública central, regional e local. Os outros subsistemas públicos cobrem grupos especiais de funcionários do Estado, sendo a ADM para os militares das Forças Armadas, o SAD/GNR para os militares da Guarda Nacional Republicana, o SAD/PSP para o pessoal técnico-policial da Polícia de Segurança Pública e o SSMJ para alguns grupos profissionais especiais do Ministério da Justiça (incluindo guardas prisionais, agentes da Polícia Judiciária, agentes tutelares de menores, etc.). 
Os subsistemas privados de saúde caracterizam-se por serem de base ocupacional. Cobrem quer o conjunto de membros de certas profissões, independentemente do seu empregador, quer o conjunto de empregados de grandes empresas ou outras organizações privadas. Tanto podem ser financiados pelos seus beneficiários - normalmente através de um desconto no seu salário - como pelos seus empregadores. Exemplos de subsistemas privados são os SAMS para os bancários, a PT-ACS para os empregados do grupo Portugal Telecom e os SSCGD para os empregados do grupo Caixa Geral de Depósitos.
Os subsistemas prestam normalmente cuidados de saúde aos seus beneficiários através de estabelecimentos de saúde públicos ou privados. Isto é frequentemente realizado através da  celebração de convenções prévias entre os subsistemas e prestadores de cuidados de saúde (SNS, SRS ou prestadores privados). Quando não existem convenções, os subsistemas procedem normalmente ao pós-reembolso dos beneficiários pelos custos de saúde que suportaram. Alguns subsistemas dispõem dos seus próprios estabelecimentos privativos de saúde, nos quais podem assistir diretamente os seus beneficiários. É o caso da ADM que utiliza o Hospital das Forças Armadas e as restantes unidades de saúde militar e o caso do SAMS que dispõe do Hospital SAMS e da rede de clínicas SAMS.

### Seguros de saúde
Os seguros de saúde complementam tanto o SNS como os subsistemas de saúde. Caracterizam-se por serem privados e de adesão normalmente voluntária, apesar de existirem também seguros de saúde obrigatórios. Sendo considerados como uma atividade complementar de saúde, os seguros de saúde atuam também sob a fiscalização do Ministério da Saúde.
Os cuidados de saúde são prestados pelos seguros aos seus beneficiários através de regime direto ou regime livre. No primeiro caso, os cuidados são prestados por estabelecimentos de saúde convencionados com o seguro. No segundo caso, os cuidados são prestados por entidades não convencionadas, com o beneficiário adiantando o pagamento dos serviços e sendo posteriormente reembolsado pelo seguro.
Existem em Portugal diversas redes de seguros de saúde, sendo as maiores a Multicare (parte do grupo Fidelidade Seguros), a AdvanceCare (empresa comum de várias companhias de seguros) e a Medis (parte do grupo BCP).

## Sistema de emergência médica

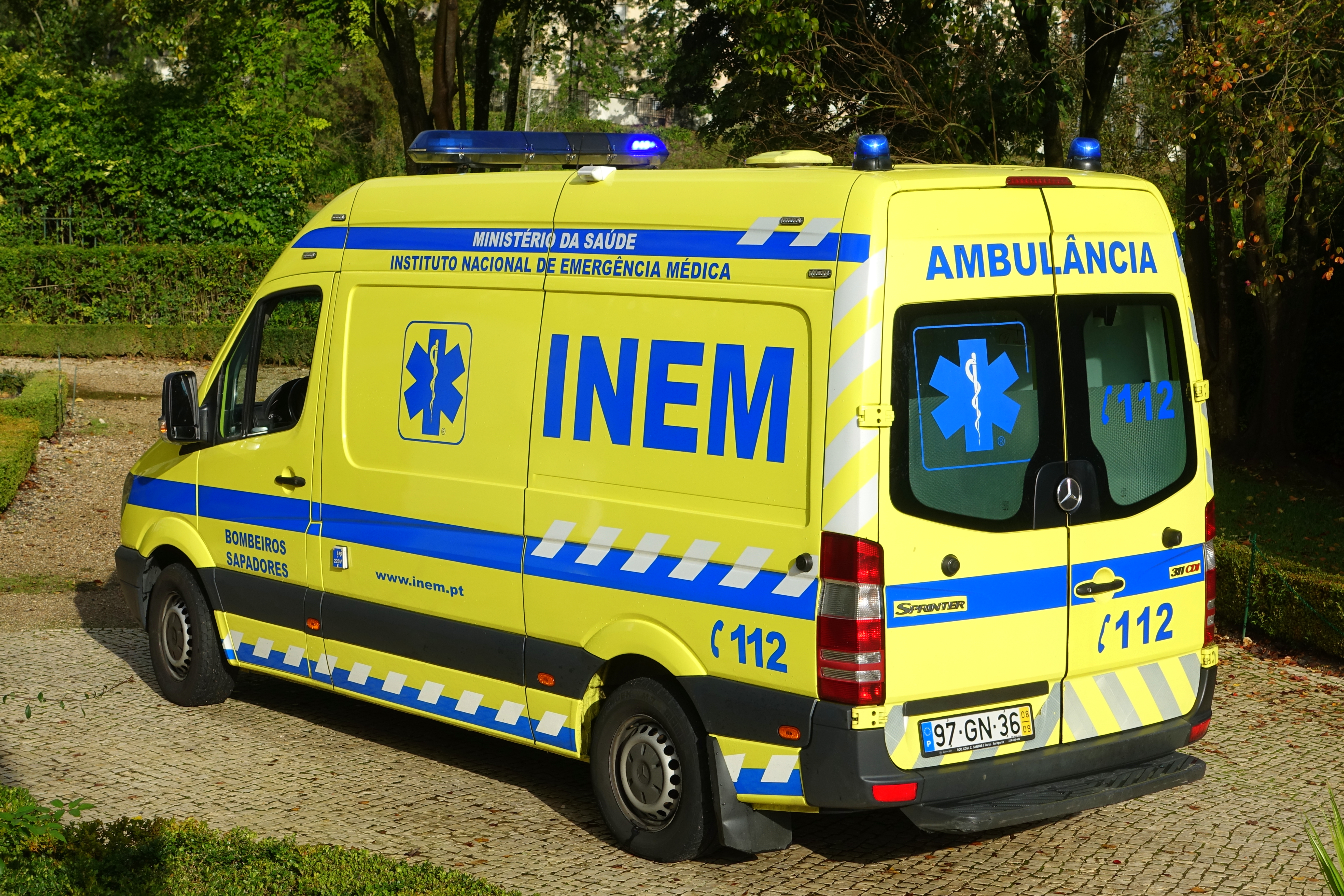
Ambulância do Instituto Nacional de Emergência Médica (INEM)

O Sistema Integrado de Emergência Médica (SIEM) constitui o serviço de emergência médica pré-hospitalar de Portugal continental. É gerido pelo Instituto Nacional de Emergência Médica (INEM), o qual depende do Ministério da Saúde. O serviço é normalmente ativado telefonicamente, através do número europeu de emergência (112). 
A resposta às emergências é coordenada através dos centros de orientação de doentes urgentes (CODU) do INEM, existindo quatro de âmbito regional (Porto, Coimbra, Lisboa e Faro) e um quinto responsável pelas emergências no mar (CODU-MAR). Para além dos CODU, o INEM dispõe também do Centro de Informação Antivenenos (CIAV), do Centro de Apoio Psicológico e Intervenção em Crise (CAPIC) e o do Centro de Intervenção para Situações de Exceção (CIPSE). O INEM mantém também o serviço especial de Transporte Inter-hospitalar Pediátrico (TIP), destinado ao transporte especializado de recém-nascidos e crianças em estado crítico entre unidades de saúde. 
Sob a coordenação dos CODU, o INEM opera um conjunto de meios móveis de resposta a emergências, incluindo ambulâncias, motociclos de emergência médica, viaturas médicas de emergência e reanimação (VMER), helicópteros, unidades móveis de intervenção psicológica de emergência e viaturas de intervenção em catástrofe. Para além das ambulâncias operadas diretamente pelo INEM, existem ambulâncias operadas por corpos de bombeiros e pela Cruz Vermelha Portuguesa a partir de postos de emergência médica e de postos de reserva.
O interface entre os serviços de emergência médica pré-hospitalar e os hospitais é concretizado por três níveis de serviços de urgência (SU): os serviços de urgência básica (SUB), os serviços de urgência médico-cirúrgica (SUMC) e os serviços de urgência polivalente (SUP). Os SUB funcionam em centros de saúde e lidam apenas com emergências básicas, que necessitem apenas de tratamento médico e/ou cirúrgico simples. Os SUMC funcionam em hospitais e lidam com emergências que necessitem de um tratamento médico e/ou cirúrgico mais avançado. Os SUP funcionam normalmente apenas em hospitais centrais e lidam com as emergências mais graves que necessitam de um tratamento médico e/ou cirúrgico mais diferenciado.
O SIEM cobre apenas Portugal continental. As regiões autónomas dos Açores e da Madeira dispõem dos seus próprios sistemas de emergência médica de âmbito regional. Na Madeira, existe o Serviço de Emergência Médica Regional (SEMER), que funciona segundo um modelo semelhante ao do SIEM/INEM. O SEMER integra a Equipa Medicalizada de Intervenção Rápida (EMIR), vocacionada para a intervenção permanente em qualquer parte da região. Nos Açores, não existe um serviço específico de emergência médica, sendo a mesma prestada localmente pelos corpos de bombeiros, sob a supervisão do Serviço Regional de Proteção Civil e Bombeiros.

## Autoridade de saúde
A Direção-Geral da Saúde é a entidade do Estado responsável pela defesa da saúde pública, prevenção da doença, promoção e proteção da saúde e controlo dos riscos de saúde que possam afetar gravemente as populações. Existem autoridades de saúde de âmbito nacional, regional e municipal, todas elas dependendo hierarquicamente do ministro da Saúde, por intermédio do diretor-geral da Saúde. 
A autoridade nacional de saúde é o diretor-geral da Saúde, as autoridades regionais são os delegados de saúde regionais e os delegados de saúde regionais adjuntos e as autoridades municipais são os delegados de saúde e os delegados de saúde adjuntos. As funções de delegados de saúde regionais e de delegados de saúde são exercidas, por inerência e respetivamente, pelos diretores dos departamentos de saúde pública das administrações regionais de saúde (ARS) e pelos coordenadores das unidades de saúde pública dos agrupamentos de centros de saúde (ACES). As funções de autoridades de saúde são exercidas por médicos da carreira de saúde pública.
Como órgão consultivo de apoio à autoridade de saúde nacional, existe o Conselho das Autoridades de Saúde. É presidido pelo diretor-geral da Saúde e inclui os diretores de saúde das regiões autónomas, os delegados de saúde regionais, um delegado de saúde designados em cada região e três personalidades de reconhecido mérito da saúde pública.
O organismo que assegura a defesa da saúde pública na área da segurança alimentar é a Autoridade de Segurança Alimentar e Económica (ASAE), dependente do Ministério da Economia. A ASAE constitui um órgão de polícia criminal, sendo a autoridade administrativa especializada na fiscalização económica e segurança alimentar. É responsável pela avaliação e comunicação dos riscos na cadeia alimentar e pela disciplina do exercício das atividades económincas nos setores alimentar e não alimentar.

## Hospitais
Em 2016, Portugal tem 226 hospitais, dos quais 119 são públicos e 107 privados. Dividindo a população residente, daria 46 mil pessoas por cada um. Do total de unidades, 30% estão nos concelhos de Lisboa (34), Porto (21) e Coimbra (13). Nos 207 dos 308 concelhos onde não se localiza nenhum hospital residem 3,2 milhões de pessoas.

### Hospitais públicos

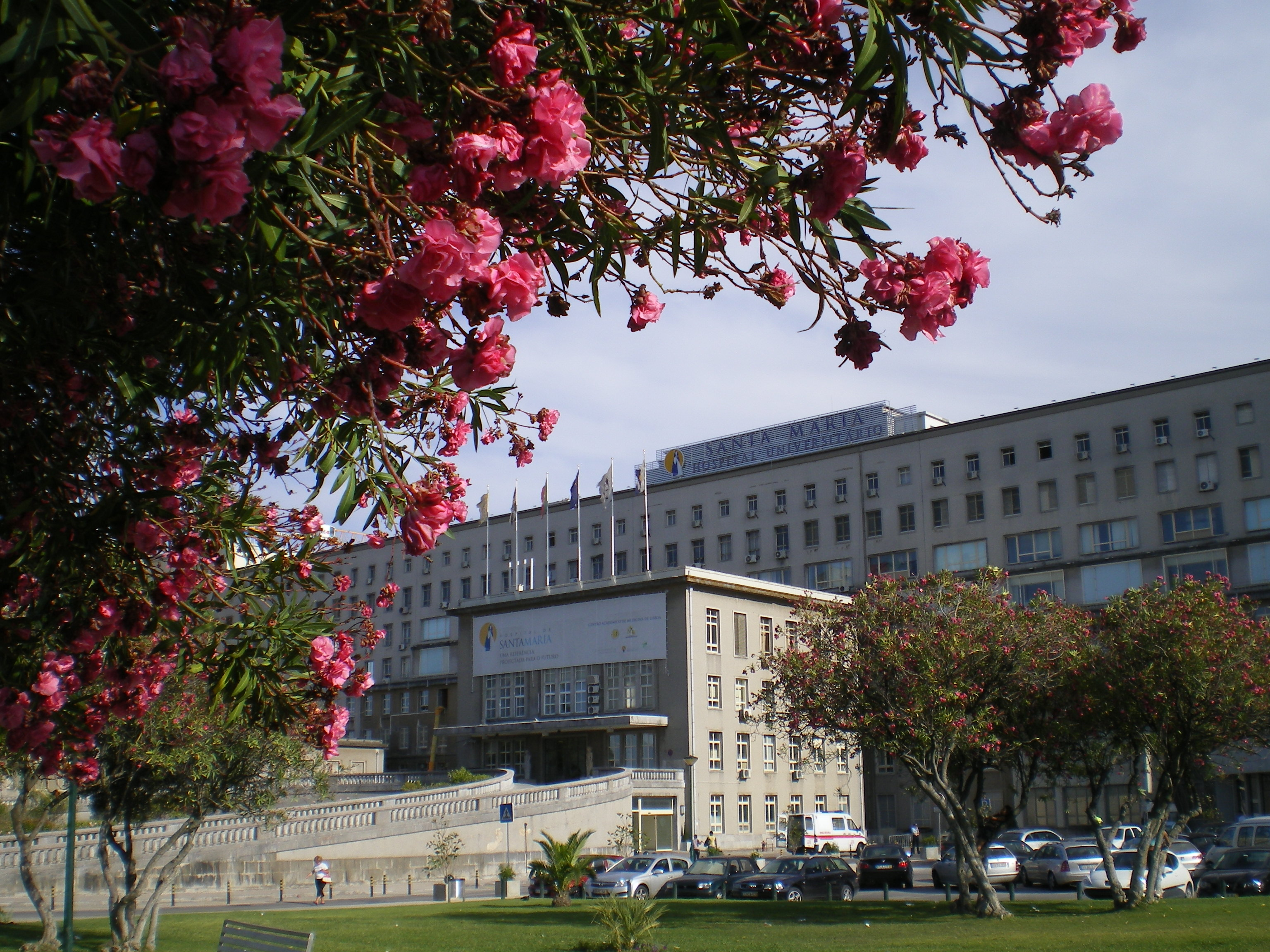
O Hospital de Santa Maria em Lisboa é o maior hospital de Portugal

Os hospitais públicos são tutelados pelo Ministério da Saúde ou pelas secretarias regionais de saúde nas regiões autónomas. Os hospitais públicos situados em Portugal continental são parte integrante do Serviço Nacional de Saúde (SNS), sendo os principais responsáveis pela prestação de cuidados de saúde diferenciados no âmbito daquele sistema.
Apesar de ainda existirem hospitais não integrados, que constituem eles próprios um estabelecimento hospitalar autónomo, a maioria das unidades hospitalares estão atualmente agrupadas em grandes estabelecimentos hospitalares designadas "centros hospitalares". Os centros hospitalares constituem uma única entidade jurídica que administra um conjunto de hospitais localizados na mesma cidade ou região, estando as suas valências médicas e cirúrgicas distribuídas pelos mesmos. Está em fase de implementação gradual, um modelo mais avançado de administração hospitalar, que consiste na criação de mega estabelecimentos designados "unidades de locais de saúde". As unidades locais de saúde locais (ULS) congregam sob a mesma entidade jurídica não apenas os hospitais, mas também os centros de saúde localizados na mesma cidade ou região, com um único estabelecimento integrado a prestar tanto cuidados de saúde primários como cuidados de saúde diferenciados. A maioria dos estabelecimentos hospitalares públicos estão hoje constituídos juridicamente sob a forma de entidade pública empresarial (EPE), mas ainda existem alguns sob a forma de instituto público. Existem também hospitais públicos sob gestão de entidades privadas, constituídos sob a forma de parceria público-privada (PPP).
A antiga classificação dos hospitais públicos em centrais, distritais, concelhios (depois designados de nível I) e especializados, estabelecida em 1971, foi substituída pela atual em 2014. Atualmente, os hospitais, centros hospitalares e unidades locais de saúde do SNS classificam-se hierarquicamente - segundo a natureza das suas responsabilidades e as valências - em quatro grupos:
- Grupo I - são os estabelecimentos hospitalares com uma área de influência direta de 75 000 a 500 000 habitantes, disponibilizando as valências médicas e cirúrgicas de medicina interna, neurologia, pediatria médica, psiquiatria, cirurgia geral, ortopedia, anestesiologia, radiologia, patologia clínica, hemoterapia e medicina física de reabilitação. Podem também dispor de algumas valências adicionais como a oftalmologia e a cardiologia, mas nunca as de genética médica, immuno-alergologia, cardiologia pediátrica, cirurgia vascular, neurocirurgia, cirurgia plástica, cirurgia cardiotoráxica, cirurgia maxilo-facial, cirurgia pediátrica e neurorradiologia;
- Grupo II - são os estabelecimentos hospitalares que disponibilizam as valências médicas e cirúrgicas do grupo I à sua própria área de influência direta. Para além disso, possuem uma área de influência indireta, à qual disponibilizam as valências de oftalmologia, pneumologia, cardiologia, reumatologia, gastroenterologia, nefrologia, hematologia clínica, infecciologia, oncologia médica, neonatologia, imuno-alergologia, ginecologia/obstetrícia, dermatologia-venereologia, otorrinolaringologia, urologia, cirurgia vascular, neurocirurgia, anatomia patológica, medicina nuclear e neurorradiologia. Podem dispor de valências adicionais, exceto as de farmacologia clínica, genética médica, cardiologia pediátrica, cirurgia cardiotoráxica e cirurgia pediátrica;
- Grupo III - são estabelecimentos hospitalares que abrangem todas as especialidades médicas e cirúrgicas, sendo que as de maior diferenciação e subespecialização estão sujeitas a autorização do ministro da Saúde. Têm uma área de influência direta e indireta para todas as suas valências
- Grupo IVA - são os estabelecimentos hospitalares especializados nas áreas de oncologia (grupo IV-a), medicina física e reabilitação (grupo IV-b) e psiquiatria e saúde mental (grupo IV-c).

### Hospitais de natureza social
Os hospitais de natureza social são as unidades hospitalares detidas ou geridas por instituições privadas de solidariedade social (IPSS), nomeadamente pelas santas casas da misericórdia. Alguns destes hospitais têm acordos com o Serviço Nacional de Saúde, recebendo financiamento público e prestando assistência aos utentes daquele sistema nos mesmos moldes que os hospitais públicos. 
Tradicionalmente, as santas casas da misericórdia foram os principais prestadores de cuidados hospitalares em Portugal, desde o final do século XV até à década de 1970. O Estado apenas mantinha a administração direta de alguns hospitais, sobretudo localizados em Lisboa, Coimbra e Porto. A maioria dos restantes hospitais da rede de saúde e assistência pública era detida e administrada pelas santas casas das misericórdias, sob a tutela técnica e administrativa do Estado. Em 1974, através do decreto-lei n.º 704/74 de 7 de dezembro, todos os hospitais centrais e distritais administrados por pessoas coletivas de utilidade pública administrativa passaram a ser geridos diretamente pelo Estado, ainda que se mantivessem na propriedade daquelas. Em 1975, através do decreto-lei n.º 618/75 de 11 de novembro, a mesma disposição foi aplicada aos hospitais concelhos e, posteriormente, a outros hospitais específicos. A Lei de Bases da Saúde de 1990 e o Estatuto do serviço Nacional de Saúde de 1993 permitiram a devolução da administração dos hospitais às instituições privadas de solidariedade social, tendo essa devolução já sido efetivada em alguns casos.
Atualmente, existem 12 hospitais de natureza social.

### Hospitais privados

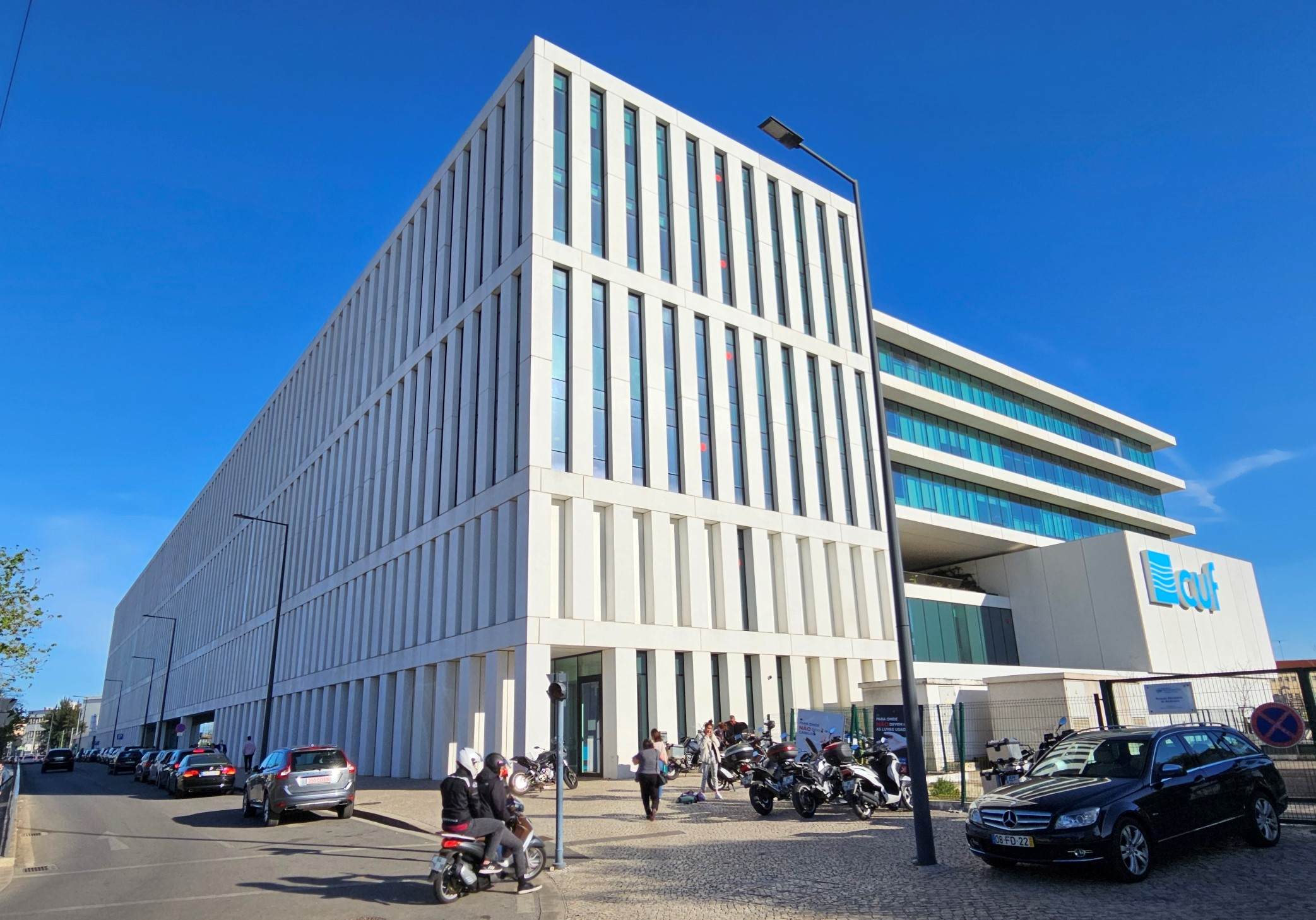
Hospital CUF Tejo, hospital privado em Lisboa

Portugal dispõe de um número importante de hospitais privados, os quais se dedicam sobretudo à assistência aos beneficiários dos subsistemas de saúde e dos seguros de saúde.
Muitos destes hospitais estão integrados em redes hospitalares e clínicas detidas por grandes grupos privados de saúde, sendo os principais a Luz Saúde (pertencente ao grupo Fidelidade), a CUF (divisão de saúde do Grupo José de Mello) e a Lusíadas Saúde (pertencente ao grupo francês Vivalto Santé).

## Rede Nacional de Cuidados Continuados Integrados

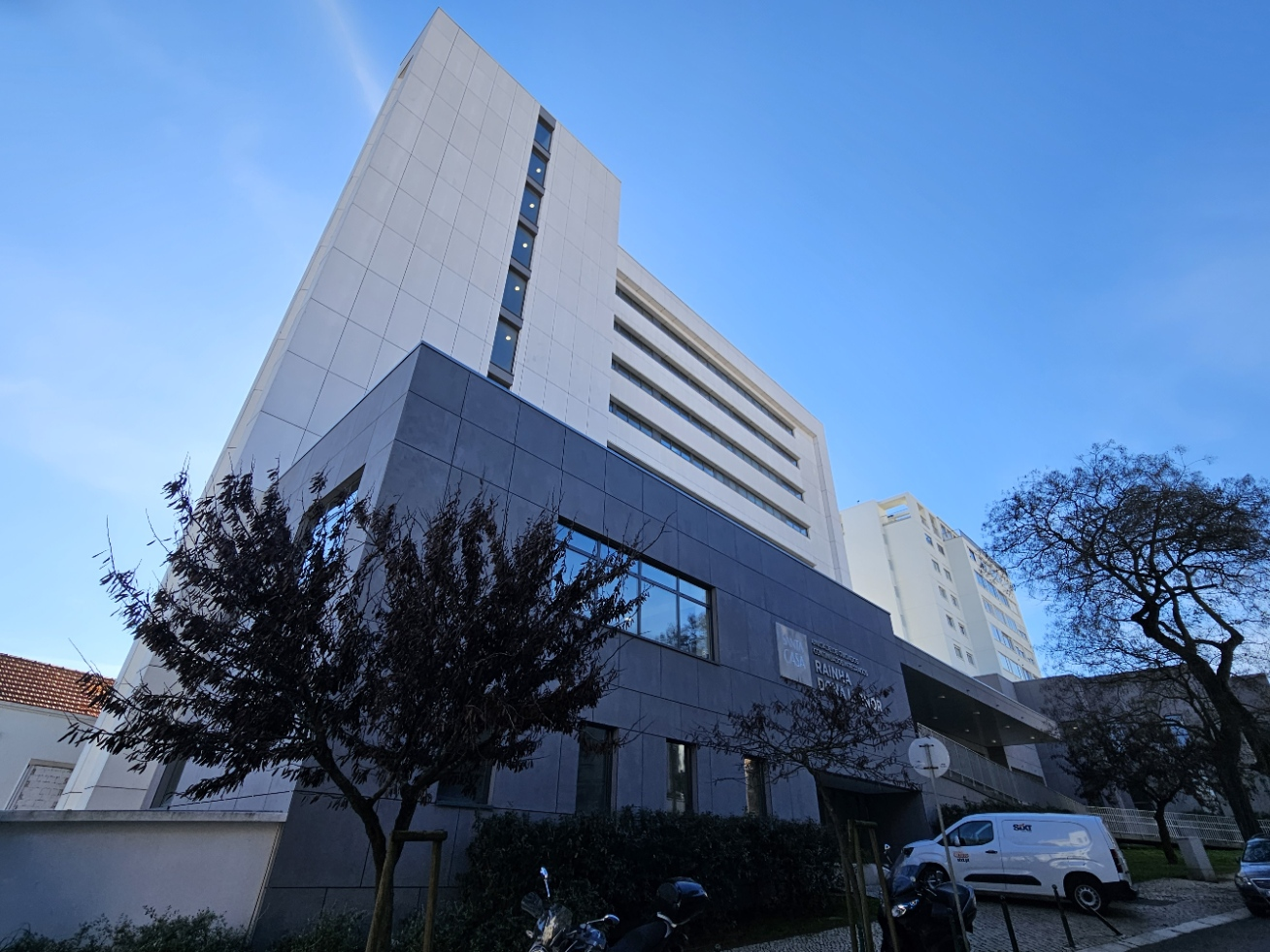
Unidade de Cuidados Continuados Integrados Rainha Dona Leonor, em Lisboa

A Rede Nacional de Cuidados Continuados Integrados é uma rede de prestação de cuidados de saúde e apoio social de forma continuada e integrada a pessoas que se encontrem em situação de dependência. Criada em 2006, é uma parceria entre o Ministério da Saúde e o Ministério do Trabalho, Solidariedade e Segurança Social de Portugal e é constituída por unidades públicas e privadas.
A RNCCI de âmbito geral é constituída por Equipas de Cuidados Continuados Integrados Domiciliárias (ECCI) e Unidades de Internamento. As Equipas de Cuidados Continuados Integrados são unidades móveis que prestam cuidados de saúde no domicílio a pessoas que não se podem deslocar de forma autónoma. As Unidades de Internamento proporcionam cuidados médicos e de enfermagem permanentes, exames, prescrição de medicamentos, fisioterapia, apoio psicossocial, higiene, alimentação, convívio e lazer. No âmbito da saúde mental, a RNCCI é constituída por Residências de Treino de Autonomia, Unidades Sócio Ocupacionais, Residências de Apoio Máximo, Residências de Apoio Moderado e Equipas de Apoio Domiciliário.

## Pólo de Competitividade da Saúde

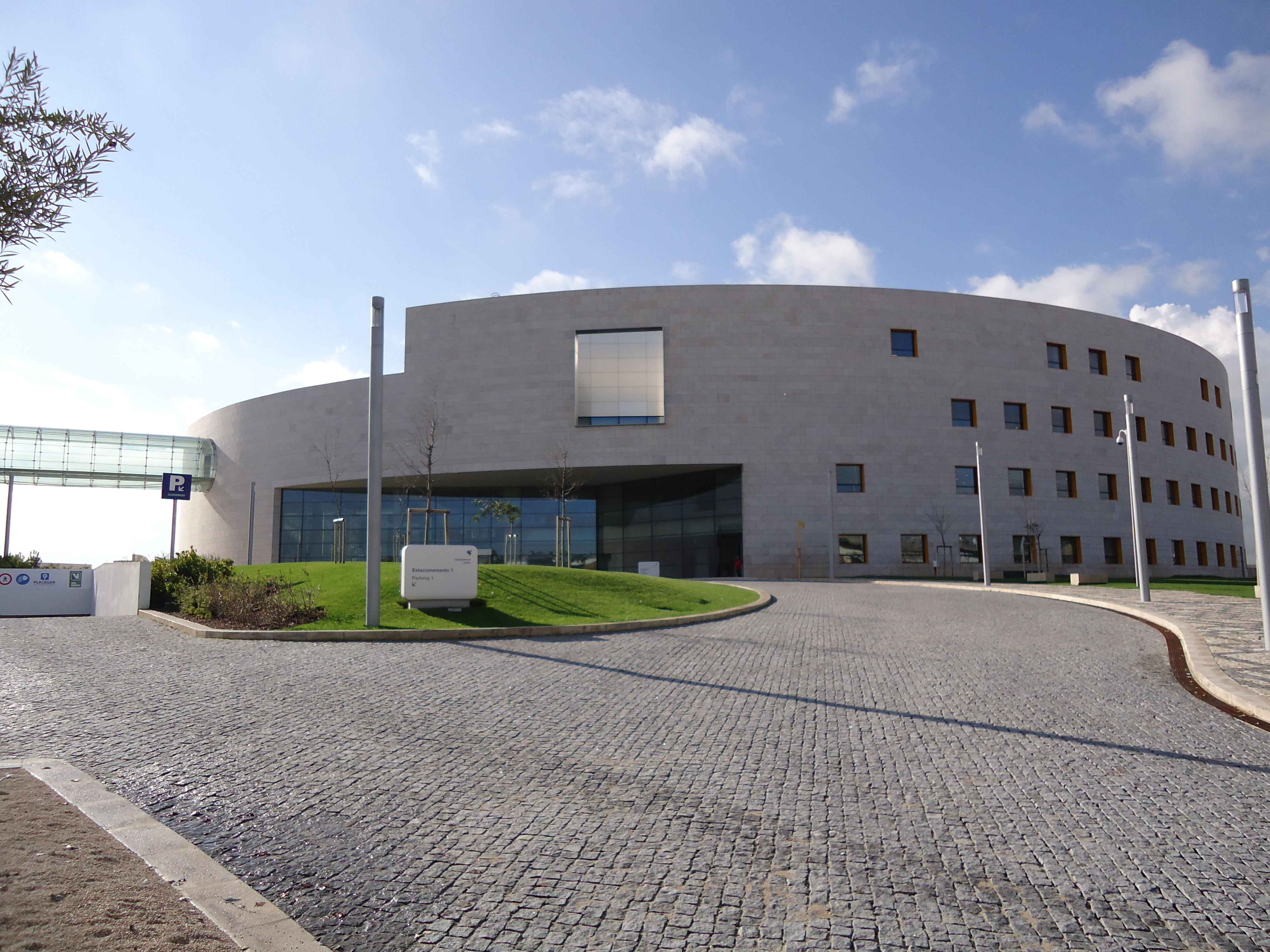
Fundação Champalimaud em Lisboa, uma instituição de pesquisa biomédica de classe mundial e uma das fundadoras do HCP.

Portugal foi identificado como um centro de competência nas atividades ligadas à saúde, com o potencial de se tornar num polo de excelência de vocação internacional.
No sentido de desenvolver este potencial, em 2008, várias instituições pública e privadas ligadas ao setor da saúde fundaram o Health Cluster Portugal - Pólo de Competitividade da Saúde (HCP). Entre estas instituições encontram-se prestadores de serviços médicos, indústrias farmacêuticas, universidades e centros de investigação e desenvolvimento. O seu objetivo é fazer de Portugal um importante competidor nas áreas da pesquisa, projeto, desenvolvimento, fabricação e comercialização de produtos e serviços associados na área da saúde, dirigidos aos mais importantes e exigentes mercados internacionais.
A estratégia do HCP foca-se no desenvolvimento das seguintes áreas específicas:
- Bem estar e envelhecimento ativo;
- Medicina preventiva nas áreas das doenças neurodegenerativas, cancerígenas, cardiovasculares, osteopáticas, inflamatórias, infecciosas e metabólicas;
- Turismo de saúde;
- Cibermedicina.